# Lagenocypsela
Lagenocypsela es un género de plantas con flores perteneciente a la familia  Asteraceae. Comprende 2 especies descritas y aceptadas. Es originario de Nueva Guinea.

## Taxonomía
El género fue descrito por Swenson & K.Bremer y publicado en Australian Systematic Botany 7(3): 270. 1994.

## Especies seleccionadas
A continuación se brinda un listado de las especies del género Lagenocypsela aceptadas hasta agosto de 2012, ordenadas alfabéticamente. Para cada una se indica el nombre binomial seguido del autor, abreviado según las convenciones y usos.
- Lagenocypsela latifolia (Mattf.) Swenson & K.Bremer
- Lagenocypsela papuana (J.Kost.) Swenson & K.Bremer